# Вернер Прелльберг
Вернер Прелльберг (нім. Werner Prellberg; 24 травня 1896, Ганновер — 15 червня 1960, Вольфенбюттель) — німецький воєначальник, генерал-лейтенант люфтваффе. Кавалер Німецького хреста в золоті.

## Біографія
15 березня 1914 року вступив в армію. Учасник Першої світової війни. Після демобілізації армії залишений в рейхсвері. З 5 серпня 1938 року — командир 12-го зенітного полку, з 29 лютого 1940 року — 1-го командування ППО, з 6 липня 1940 року — 3-ї, з 5 травня 1941 року — 7-ї зенітної бригади. З 3 квітня 1942 року — вищий командир училищ зенітної артилерії. З 15 квітня 1944 року — командир 12-ї зенітної дивізії. 9 травня 1945 року взятий в полон американськими військами. 11 червня 1947 року звільнений.

## Звання
- Лейтенант (17 листопада 1914)
- Оберлейтенант (15 липня 1918)
- Гауптман (1 листопада 1927)
- Майор (1 листопада 1934)
- Оберстлейтенант (1 серпня 1937)
- Оберст (1 червня 1939)
- Генерал-майор (1 серпня 1942)
- Генерал-лейтенант (1 серпня 1944)

## Нагороди
- Залізний хрест 2-го і 1-го класу
- Нагрудний знак «За поранення» в чорному
- Почесний хрест ветерана війни з мечами
- Медаль «За вислугу років у Вермахті» 4-го, 3-го, 2-го і 1-го класу (25 років)
- Медаль «У пам'ять 1 жовтня 1938 року»
- Застібка до Залізного хреста 2-го і 1-го класу
- Нагрудний знак зенітної артилерії люфтваффе[2]
- Німецький хрест в золоті (9 січня 1945)[3]